# Tiree
Tiree (w jęz. szkockim Tiriodh) – wyspa leżąca u wybrzeży Szkocji, należąca do Wielkiej Brytanii. Niewielkich rozmiarów (7834 hektarów, długość: 12 mil, szerokość: 3 mile) i dość płaska (najwyższe wzniesienie – Ben Hynish – liczy 141 m n.p.m.) jest najbardziej wysuniętą na zachód wyspą z archipelagów Hebrydów Wewnętrznych.
Głównymi gałęziami gospodarki wyspy są turystyka, rolnictwo i rybołówstwo.

## Galeria

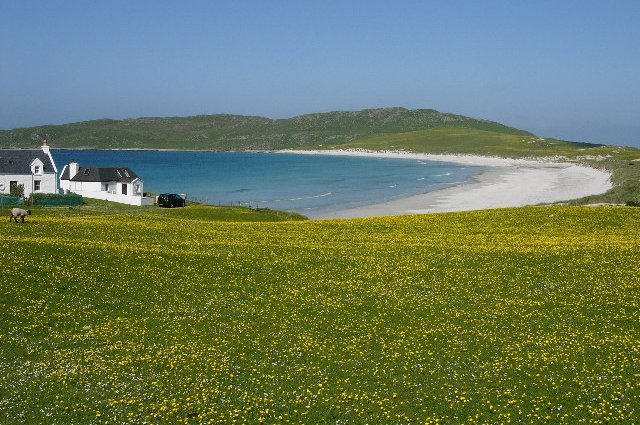
Tiree, zatoka Balephuil
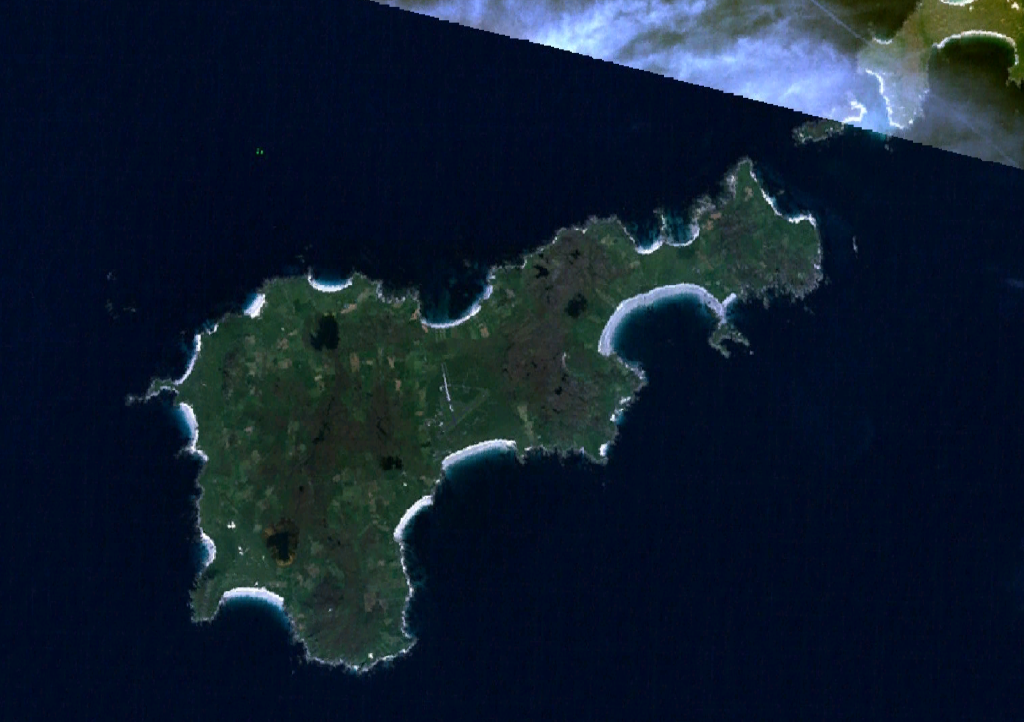
Zdjęcie satelitarne wyspy Tiree
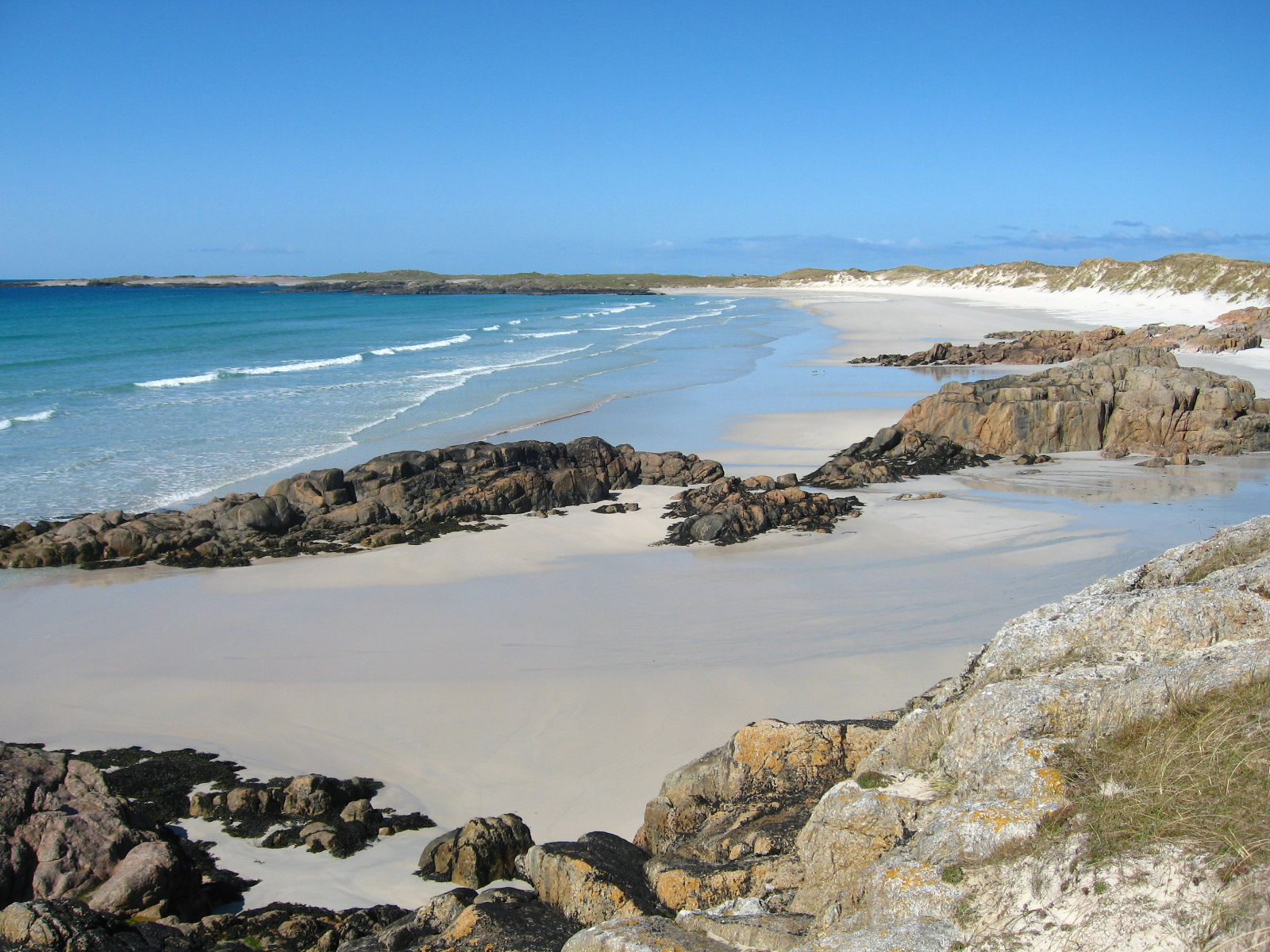
Tiree, wybrzeże
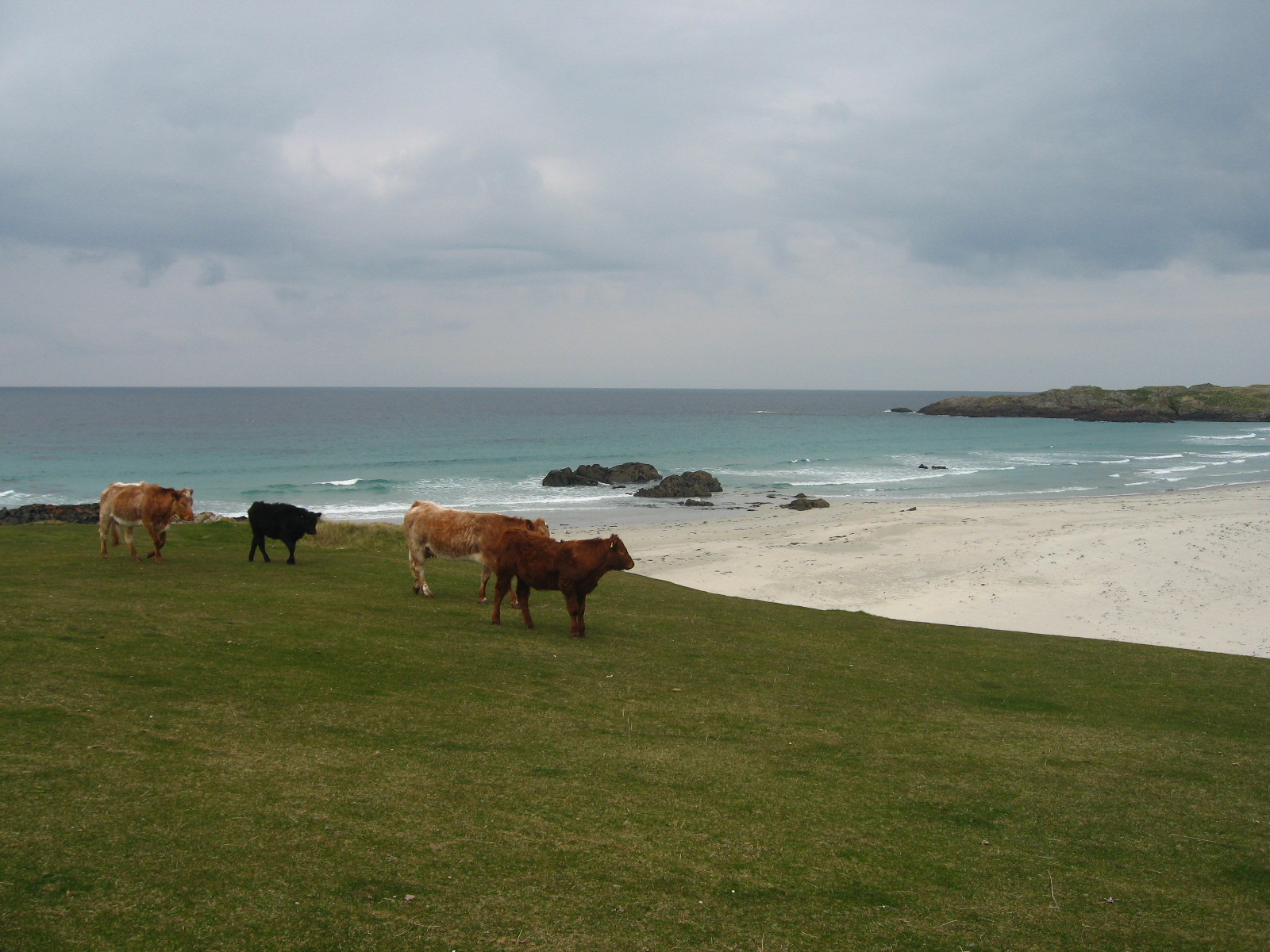
Tiree, wypas krów
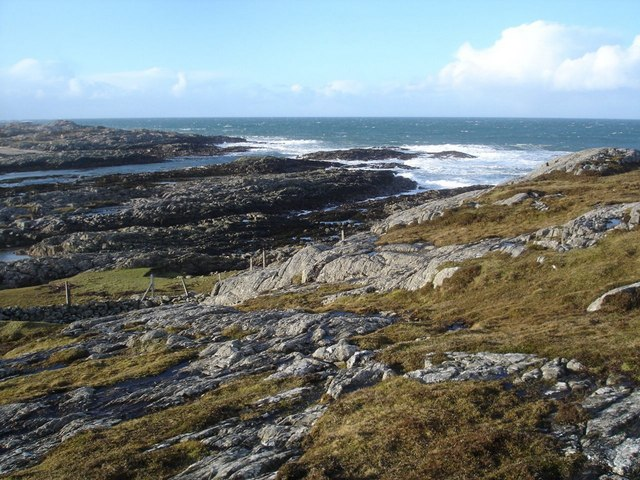
Tiree, wybrzeże północne
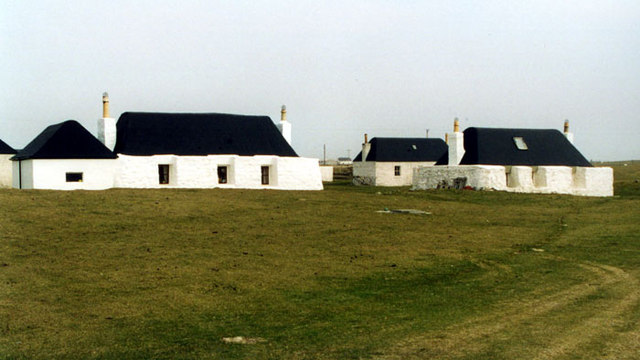
Tiree, domy mieszkalne
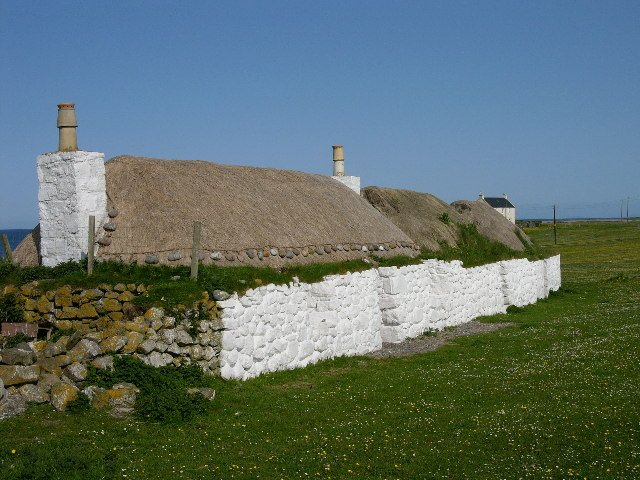
Tiree, budownictwo tradycyjne